# رسوم الأئمة

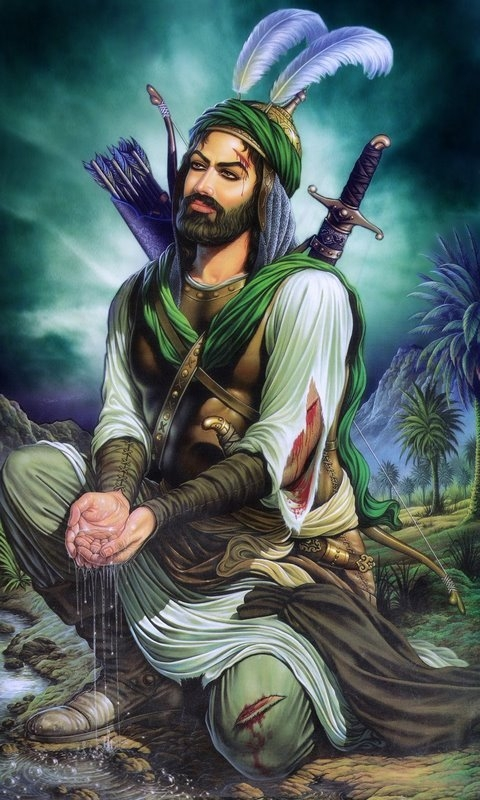
رسم للعباس بن علي بن أبي طالب

بعض الشيعة يعتقدون برسوم تشيبهية للأئمة والأنبياء والشخصيات الدينية التاريخية،   
وترسم هذه الرسومات بإحدى طريقتين:
- الأولى بأخذ الروايات المذكورة في وصف الإمام من الكتب الموثقة، وتحديد الصفات والملامح المذكورة في الرواية. والتي كان يكتبها العرب ويصفون فيها كل ملامح وكانوا يخصصون كتاباً كاملاً يصفون فيه شخصاً ما.
- الثانية وهي الرؤيا في المنام ورسم ما يراه الرسام وما يتذكره من ملامح للإمام وصفاته.

ولا يرى مراجع الشيعة فيها إشكال ويجوز اقتناؤها أو الاحتفاظ بها كما صرح بذلك علي السيستاني المرجع الديني الكبير بالنجف
-وأيضا هنالك صورة للإمام الحسين عندما قطع رأسه الشريف واخذ إلى الشام في الطريق قام أحد الرسامين بأخذ الرأس الشريف ورسمه على لوحة من الحجر ودفع مقابله مبلغ من المال.فعلى ذلك الأساس قام تصور ملامح الحسين بن علي ووالده علي بن أبي طالب وأبناء الحسين أجمعين.